# هارويا إيدي
هارويا إيدي (باليابانية: 井出 遥也) (مواليد 25 مارس 1994)، هو لاعب كرة قدم ياباني سابق كان يلعب كلاعب وسط.

## وصلات خارجية
- هارويا إيدي على موقع رابطة كرة القدم اليابانية للمحترفين (اليابانية)
- هارويا إيدي على موقع قاعدة بيانات كرة القدم.إي يو (الإنجليزية)
- هارويا إيدي على موقع Soccerway.com (الإنجليزية)
- هارويا إيدي على موقع عالم كرة القدم.نت (الإنجليزية)
- هارويا إيدي على موقع كووورة